# Протеом
Протеом — совокупность белков организма, производимых клеткой, тканью или организмом в определённый период времени. Или, более строго, это совокупность экспрессированных белков в данном типе клеток или в организме, в данный период времени при данных условиях. Термин является производным слова «протеин» (белок), аналогичным по происхождению слову «геном» (совокупность всех генов организма).
Термин применялся к нескольким разным типам биологических систем. Протеом клетки — совокупность белков, найденных в определённой клетке при определённых внешних условиях, как например, под действием определенных гормонов. Полный протеом организма — совокупный набор протеомов всех клеток. Термином «протеом» также обозначают набор белков субклеточного организма, например вируса (вирусный протеом).
Протеом, особенно у эукариот, больше, чем геном, то есть количество белков превышает количество генов. Это связано с альтернативным сплайсингом, а также с посттрансляционной модификацией белков, например, их гликозилированием и фосфорилированием.
В то время как геном определяется последовательностью нуклеотидов, протеом не сводится к сумме последовательностей аминокислот. Протеом
включает в себя также пространственные структуры всех содержащихся в нём белков (см. вторичная структура белка, третичная структура белков) и функционального взаимодействия между ними.
Протеомика — наука о протеомах, развивалась в значительной степени путём разделения белков методом двумерного электрофореза. Первое измерение — разделение белков на основе их электрического заряда методом изоэлектрического фокусирования. Второе измерение — разделение белков на основе их молекулярного веса методом электрофореза белков в полиакриламидном геле..

## История
Термин «протеом» предложил в 1994 году австралийский учёный Марк Уилкинс на симпозиуме 2D Electrophoresis: from protein maps to genomes" в городе Сиена, Италия. В печати термин появился в 1995 году в публикации части кандидатской диссертации Уилкинса.
Исследование протеома — крупный международный научный проект. В 2001 году для работы над ним была создана международная Организация протеома человека (англ. Human Proteome Organization/HUPO). Особое внимание участников проекта вызывают белки крови, печени и головного мозга.